# العلاقات التنزانية الفنزويلية
العلاقات التنزانية الفنزويلية هي العلاقات الثنائية التي تجمع بين تنزانيا وفنزويلا.

## مقارنة بين البلدين
هذه مقارنة عامة ومرجعية للدولتين:
| وجه المقارنة                                              | تنزانيا                        | فنزويلا                                  |
| --------------------------------------------------------- | ------------------------------ | ---------------------------------------- |
| المساحة (كم2)                                             | 947.30 ألف                     | 916.45 ألف                               |
| عدد السكان (نسمة)                                         | 57.31 مليون                    | 28.87 مليون                              |
| الكثافة السكانية (ن./كم²)                                 | 60.5                           | 31.5                                     |
| العاصمة                                                   | دودوما                         | كاراكاس                                  |
| اللغة الرسمية                                             | اللغة السواحلية، لغة إنجليزية  | اللغة الإسبانية، لغة الإشارة الفنزويلية ‏ |
| العملة                                                    | شيلينغ تانزاني                 | بوليفار فنزويلي                          |
| الناتج المحلي الإجمالي (بليون دولار)                      | 52.09 مليار                    | 482.36 مليار                             |
| الناتج المحلي الإجمالي (تعادل القوة الشرائية) بليون دولار | 138.73 مليار                   |                                          |
| الناتج المحلي الإجمالي الاسمي للفرد دولار أمريكي          | 878                            |                                          |
| الناتج المحلي الإجمالي للفرد دولار أمريكي                 | 2.54 ألف                       |                                          |
| مؤشر التنمية البشرية                                      | 0.521                          | 0.762                                    |
| رمز المكالمات الدولي                                      | +255                           | +58                                      |
| رمز الإنترنت                                              | .tz                            | .ve                                      |
| المنطقة الزمنية                                           | ت ع م+03:00، توقيت شرق أفريقيا | 00                                       |

## منظمات دولية مشتركة
يشترك البلدان في عضوية مجموعة من المنظمات الدولية، منها:
| علم المنظمة | اسم المنظمة                        | تاريخ انضمام تنزانيا | تاريخ انضمام فنزويلا |
| ----------- | ---------------------------------- | -------------------- | -------------------- |
|             | يونسكو                             | 6 مارس 1962          | 25 نوفمبر 1946       |
|             | وكالة ضمان الاستثمار متعدد الأطراف | 19 يونيو 1992        | 9 مايو 1994          |
|             | الأمم المتحدة                      | 14 ديسمبر 1961       | 15 نوفمبر 1945       |
|             | الاتحاد البريدي العالمي            | ?                    | ?                    |
|             | البنك الدولي للإنشاء والتعمير      | 10 سبتمبر 1962       | 30 ديسمبر 1946       |
|             | الاتحاد الدولي للاتصالات           | 31 أكتوبر 1962       | 13 أغسطس 1920        |
|             | منظمة حظر الأسلحة الكيميائية       | ?                    | ?                    |
|             | مؤسسة التمويل الدولية              | 10 سبتمبر 1962       | 28 ديسمبر 1956       |
|             | منظمة التجارة العالمية             | 1995                 | ?                    |
|             | منظمة الشرطة الجنائية الدولية      | ?                    | ?                    |

## وصلات خارجية
- موقع وزارة الخارجية التنزانية
- موقع وزارة الخارجية الفنزويلية